# Farkas Imre (nyomdász)
Farkas Imre (? – Csepreg, 1643?) Sopronkeresztúron, majd Csepregen dolgozó nyomdász.

## Élete
Életének első szakaszáról nincsenek adatok. Sopronkeresztúron, Manlius János mellett tanult nyomdászatot. Miután 1605-ben Manlius meghalt, Farkas Imre feleségül vette Manlius özvegyét (Szercsj Borbálát) és átvette a nyomdát. Az újraindított nyomdából kikerülő első könyv 1608-ban jelent meg, ez a munka egy 1609. évre szóló kalendárium. A sopronkeresztúri nyomdát 1620-ig működtette.
Ezt követően Csepregen folytatta munkáját. Korábbi vélemények
szerint 1621-ben jelent meg az első olyan könyve, amelyet itt készített, de az újabb kutatások
szerint csak az 1625-ben kiadott, az 1626. évre szóló kalendárium volt az első csepregi munkája. Farkas Imre csepregi nyomdája 1643-ig működött. Csepreg földesura, Nádasdy Ferenc ugyanis az 1643. november 25-én megtartott csepregi zsinaton jelentette be áttérését a katolikus hitre. Ezzel együtt megszűnt Csepregen a protestáns iskola (kollégium) és a protestáns irodalom terjesztésében komoly szerepet játszó nyomda is.
Haláláról nincs pontos adat, de nem sokkal élhette túl a nyomda megszűnését. Ezt támasztja alá, hogy a csepregi polgármesteri protokollum egy 1648-as bejegyzése feleségét az „özvegy könyvnyomtatóné asszony” kifejezéssel említi.

## Munkái

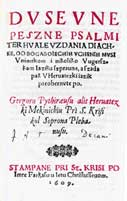
Mekinić, Grgur: Dvsevne peszne, Keresztúr, 1609.

A könyvek után zárójelben álló RMNy jelzés a Régi magyarországi nyomtatványok
-ban szereplő sorszámra utal.

### Sopronkeresztúron kiadott könyvei
- Kalendárium az 1609. esztendőre, Keresztúr, 1608. (RMNy. 972.)[5]
- Kalendárium az 1610. esztendőre, Keresztúr, 1609. (RMNy. 981.)[6]
- Mekinić, Grgur: Dvsevne peszne, Keresztúr, 1609. (RMNy. 982.)[7]
- Kalendárium az 1611. esztendőre, Keresztúr, 1610. (RMNy. 998.)[8]
- Hartlieb, Georg: Anagrammata Hvngaro Sopronia, Keresztúr, 1610. (RMNy. 999.)[9]
- Kalendárium az 1612. esztendőre, Keresztúr, 1611. (RMNy. 1020.)
- Mekinic, Grgur: Drvge kniige dvssevnih peszszan..., Keresztúr, 1611. (RMNy. 1021.)[10]
- Kalendárium az 1613. esztendőre, Keresztúr, 1612. (RMNy. 1036.)
- Kalendárium az 1614. esztendőre, Keresztúr, 1613. (RMNy. 1055.)[11]
- Köszegi Szekér Mátyás: Epigrammata..., Keresztúr, 1603. (RMNy. 1056.)
- Pálházi Göncz Miklós: Az Vr vachoraiarvl az igaz Avgvstana Confessio szerint..., Keresztúr, 1613. (RMNy. 1057.)[12]
- Evangéliumok és epistolák. Keresztúr, 1614. (RMNy. 1070.)[13]
- Kalendárium az 1615. esztendőre, Keresztúr, 1614. (RMNy. 1071.)
- Zvonarics Imre: Az szent irasbeli hitvnk againak bizonyos moddal es rendel harom konyvekre valo osztasa... Irattattak es magyar nyelvre fordettattak Zvonarits Imre chepregi fö fö templomi praedicator altal az tubingai Hafenreffer Matheas irasabol, Keresztúr, 1614. (RMNy. 1072.)[14]
- Zvonarics Imre – Nagy Benedek: Pazman Peter pironsagi..., Keresztúr, 1615. (RMNy. 1091.)[15]
- Hochsmid, Geord: Cento Ouidianus de Christiani..., Keresztúr, 1615. (RMNy. 1088.)[16]
- Kalendárium az 1616. esztendőre, Keresztúr, 1615. (RMNy. 1089.)[17]
- Pálházi Göncz Miklós: Az gyermetskek credoia, (RMNy. 1090.)[18]
- Kalendárium az 1617. esztendőre, Keresztúr, 1616. (RMNy. 1113.)[19]
- Lackner, Christoph: Maiestatis Hvnganae aquila a Christophoro Lackner, Keresztúr, 1617. (RMNy. 1136.)[20]
- Lackner, Christoph: Florilegvs Aegyptiaecvs in agro Semproniensi a Christophoro Lackner, Keresztúr, 1617. (RMNy. 1135.)[21]
- Kalendárium az 1618. esztendőre, Keresztúr, 1617. (RMNy. 1137.)[22]
- Kalendárium az 1619. esztendőre, Keresztúr, 1618. (RMNy. 1161.)[23]
- Huber, Marcus: Theses theologicae de ivstificatione hominis peccatoris coram conspectv Dei..., Keresztúr, 1619. (RMNy. 1182.)[24]
- Kalendárium az 1620. esztendőre, Keresztúr, 1619. (RMNy. 1183.)
- Pálházi Göncz Miklós: Az romai Babylonnak köfalai..., Keresztúr, 1619. (RMNy. 1184.)[25]
- Agenda..., Keresztúr, 1620. (RMNy. 1221.)[26]

### Csepregen kiadott könyvei
- Calendárium, az az az ezerhatszáz-huszonhatodik esztendő napjainak számlálása, és abban némely megleendő dolgoknak jövendölése..., Csepreg, 1625. (RMNy. 1323.)[27]
- Lethenyei István: Tabella synoptica, az az az elválasztásról való articulusnak rövid summában foglaltatott táblája..., Csepreg, 1625. (RMNy. 1324.)[28]
- Zvonarics István: Az úr vaczoraia dolgaban kvloenoezoe tvdomanyokrvl..., Csepreg, 1625. (RMNy. 1326.)[29]
- Kalendárium az 1627. esztendőre, Csepreg, 1626. (RMNy. 1353.)
- Zvonarics György: Rövid felelet..., Csepreg, 1626. (RMNy. 1354.)[30]
- Kalendárium az 1628. esztendőre, Csepreg, 1627. (RMNy. 1379.)
- Zvonarics Mihály: Magyar postilla..., Csepreg, 1627. (RMNy. 1380.)[31]
- Kalándárium és prognosztikum az 1629. esztendőre, Csepreg, 1628. (RMNy. 1403.)
- Zvonarics Mihály: Magyar posztilla..., Csepreg, 1628. (RMNy. 1404.)[32]
- Az 1630. esztendőre való kalendárium..., Csepreg, 1629. (RMNy. 1424.)[33]
- Lethenyei István: Imádságos könyvecske, Csepreg, 1629. (RMNy. 1425.)
- Canones, az az az egyházi szolgák életének tisztinek és tisztességes magok tartásának regulái..., Csepreg, 1630. (RMNy. 1457.)[34]
- Kalendárium és prognosztikum az 1631. esztendőre, Csepreg, 1630. (RMNy. 1458.)
- Mihálykó János: Keresztyeni istenes és áhítatos imadsagoc..., Csepreg, 1630. (RMNy. 1459.)[35]
- Az egész esztendő által való vasárnapokra és ünnepekre rendeltetett evangéliumok és epistolák..., Csepreg, 1631. (RMNy. 1491.)[36]
- Jocus in nativitatem Wolffgangi Mangelburgeri junioris, Csepreg, 0631-32 (?). (RMNy. 1492.)[37]
- Kalendárium az 1632. esztendőre, Csepreg, 1631. (RMNy. 1493.)[38]
- Nádasdy Pál: Áhitatos és buzgó imádságoc, Csepreg, 1631. (RMNy. 1494.)[39]
- Scholtz, Jeremias: Deseriptio thermarum..., Csepreg, 1631. (RMNy. 1495.)
- Scholtz Jeremias: A soproni birodalomban levő balfi feredő mérsékletes állapota természetének, munkálkodó erejének és használatosságának magyarázó megírása, Csepreg, 1631. (RMNy. 1496.)
- Az ezerhatszáz-harmincharmadik esztendőre való kalendárium, Csepreg, 1632. (RMNy. 1529.)
- Kalendárium és prognosztikum az 1634. esztendőre, Csepreg, 1633. (RMNy. 1559.)
- Lethenyei István: Az calvinistac Magyar harmoniaianac, az az az Augustana es Helvetica confessioc articulussinac Samarjai Janos calvinista praedicator es svperintendens által lett öszve-hasomlétásánac meg-hamisétása..., Csepreg, 1633. (RMNy. 1560.)[40]
- Az 1635. esztendőre való kalendárium..., Csepreg, 1634. (RMNy. 1575.)[41]
- Kalendárium és prognosztikum az 1636. esztendőre, Csepreg, 1635. (RMNy. 1601.)
- Lethenyei István: Az szent jrasbeli hitünc againac rövid öszve-szedese..., Csepreg, 1635. (RMNy. 1602.)[42]
- Az egesz esztendö által való vasárnapokra és innepekre rendeltetet evangeliomoc es epistolac..., Csepreg, 1636. (RMNy. 1637.)[43]
- Kalendárium és prognosztikum az 1637. esztendőre, Csepreg, 1636. (RMNy. 1638.)
- Budák György: Rövid elmélkedés a közönséges anyaszentegyházról..., Csepreg, 1637. (RMNy. 1669.)
- Az 1641. esztendőre való kalendárium..., Csepreg, 1640. (RMNy. 1820.)[44]
- Litterae testimoniales ordinationis sacerdotalis..., Csepreg, 1640. (RMNy. 1821.)[45]
- Az 1642. esztendőre való kalendárium..., Csepreg, 1641. (RMNy. 1873.)[46]
- Kalendárium és prognosztikum az 1643. esztendőre, Csepreg, 1642. (RMNy. 1921.)
- Evangéliumok és epistolák, Csepreg, 1643. (RMNy. 1989.)
- Nos svperattendens et seniores..., Csepreg, 1643. (RMNy. 1990.)[47]
- Zvonarics Mihály: Az Vr Vacsoraia idvosseges tudomannyanac utaba valo rövid bemutatas..., Csepreg, 1643. (RMNy. 1991.)[48]

### Ismeretlen helyen kiadott munkái
- Az vy praedicatorok fel szenteltetesenek rendi es ceremoniaia..., [Keresztúr? Csepreg?], [1608-1643?], (RMNy. 1873.)[49]